# Thomas Ziemer
Thomas Ziemer (* 18. August 1969 in Nürnberg) ist ein ehemaliger deutscher Fußballspieler.

## Karriere
Der Offensivspieler Ziemer trat schon im Alter von vier Jahren dem TSV Zirndorf bei. Über die Zwischenstation MTV Fürth landete er kurz vor seinem neunten Geburtstag beim 1. FC Nürnberg, mit dessen A-Jugend er 1987 den DFB-Junioren-Vereinspokal gewann. Für den Club war er insgesamt 15 Jahre aktiv, wurde aber erst in der Saison 1997/98 erstmals als Profi in einem Ligaspiel eingesetzt.
Sein Profidebüt gab Ziemer am 28. Juli 1990 als Neuzugang des Zweitligisten FC 08 Homburg, den er im Oktober 1991 zum TSV 1860 München verließ. Ziemer blieb knapp drei Jahre bei den Löwen, stieg mit ihnen 1992 in die Bayernliga ab und 1992/93 als Meister wieder auf. Unter Trainer Werner Lorant schaffte er mit dem TSV in der Zweitligasaison 1993/94 den direkten Durchmarsch aus der Bayernliga in die Bundesliga, wurde danach jedoch von Lorant aussortiert.
Thomas Ziemer wechselte daraufhin 1994 zum 1. FSV Mainz 05, dort begann seine erfolgreichste Zeit als Profi. In seiner ersten Saison im Mainzer Trikot – zunächst nur als Leihspieler – führte Ziemer vom 17. bis zum 25. Spieltag die Torschützenliste der 2. Bundesliga an (ab dem 22. Spieltag gemeinsam mit dem Meppener Rainer Rauffmann). Nach 25 Toren in 64 Spielen wurde Ziemer 1996 von Hansa Rostock verpflichtet. Kurz zuvor hatte er mit zwei Toren beim 3:0-Auswärtssieg gegen den Tabellendritten MSV Duisburg einen großen Anteil am knappen Mainzer Klassenerhalt.
Die Bundesliga erwies sich für den Franken als zu groß. Ziemer war zwar zunächst Stammspieler, wurde aber in der Rückrunde kaum noch eingesetzt und wechselte nach einem Jahr zurück zum 1. FC Nürnberg, der gerade in die 2. Bundesliga aufgestiegen war. Mit dem Club schaffte Ziemer als Stammspieler den direkten Durchmarsch in die Bundesliga. Dort spielte er nach einer langwierigen Verletzung in der Saison 1998/99 nur selten. Nach seinem zehnten Einsatz am 34. Spieltag dieser Saison, der mit dem Abstieg des Clubs endete,  überführte ihn eine Dopingkontrolle der Anabolika-Einnahme mit dem höchsten jemals gemessenen Wert für ein Anabolikum. Dies wurde nach dem 1. Spieltag der Folgesaison bekannt und führte zur sofortigen Suspendierung des Mittelfeldspielers. Ziemer bestritt die wissentliche Einnahme und beschuldigte den Ernährungsberater der Mannschaft. Der DFB sperrte ihn zunächst für neun Monate, reduzierte diese Sperre im zweiten Verfahren auf sechs Monate. Erst am 21. Spieltag konnte er gegen Mainz 05 wieder für den Club auflaufen.
Auch in der Folgesaison schaffte Ziemer nicht den Sprung in die Stammelf und kam nur zweimal für den 1. FC Nürnberg zum Einsatz. Daher nutzte er die Chance zum Vereinswechsel und schloss sich im November 2000 zum zweiten Mal den abstiegsbedrohten Mainzern an. Dort war er anfangs Stammspieler im offensiven Mittelfeld, wurde aber nach dem Trainerwechsel von Eckhard Krautzun zu Jürgen Klopp fast nur noch als Einwechselspieler eingesetzt. Am 21. April 2002 absolvierte er beim Auswärtsspiel der Mainzer gegen den MSV Duisburg sein letztes Spiel als Profi in Deutschland.
Nach eineinhalb Jahren bei Austria Lustenau stand Ziemer erst einmal ohne Verein da. Eine geplante Verpflichtung durch den aus dem SC Weismain hervorgegangenen Fusionsverein SCW Obermain scheiterte an der Insolvenz des Vereins. In der Saison 2005/06 gehörte er dem Neumarkter Kreisligisten Henger SV als Spielertrainer an. Dann schloss sich Ziemer dem Nürnberger Bezirksligisten Dergahspor an, doch nachdem der Aufstieg verpasst wurde, wechselte er im Sommer 2007 zum Bezirksoberligisten 1. FC Hersbruck, für den er in seiner ersten Saison 2007/08 gleich 17 Tore erzielte.
Von Januar 2010 bis Sommer 2011 fungierte Ziemer als Spielertrainer beim VfB Friedrichshofen. Zur Saison 2011/12 wurde er Sportlicher Koordinator beim SK Lauf in der Bezirksliga Mittelfranken. Dort übernahm er im November 2011 auch den Job als Spielertrainer der 1. Mannschaft.